# Stéphan Caron
Pour les articles homonymes, voir Caron.
Stéphan Caron, né le 1er juillet 1966 à Rouen, est un nageur français. Il est aussi diplômé de l'ISG, et de l'ESCP Europe en 1992.
Il travaille aujourd'hui pour la société de gestion d'actifs BlackRock.

## Biographie

### Études
Il a fait ses études au lycée Pierre-Corneille et à la faculté d'économie de Rouen.

### Nageur
Il a été entrainé par Guy Boissière au Club des Vikings de Rouen. En 1985, il est vice-champion du monde universitaire du 100 m nage libre.

### Commentateur
Il a été commentateur à de nombreuses reprises pour RTL et Canal+ lors des Jeux olympiques de 1996 et 2012.

## Palmarès
| Jeux olympiques              |                 |                   |
| Bronze                       | 1988 Séoul      | 100 m NL          |
| Bronze                       | 1992 Barcelone  | 100 m NL          |
| Championnats du monde (50 m) |                 |                   |
| Argent                       | 1986 Madrid     | 100 m NL          |
| Championnats d'Europe (50 m) |                 |                   |
| Or                           | 1985 Sofia      | 100 m NL          |
| Argent                       | 1987 Strasbourg | 100 m NL          |
| Argent                       | 1989 Bonn       | 4 × 100 m NL      |
| Argent                       | 1989 Bonn       | 4 × 100 m 4 nages |

- 33 titres de champion de France (14 championnats d'été, 19 championnats d'hiver)

### Records personnels
| Épreuve          | Temps            | Compétition                                 | Lieu              | Date        |
| 50 m nage libre  | 22 s 74 RF       | Championnats de France de natation 1991 été | Millau, France    | 5 août 1991 |
| 100 m nage libre | 49 s 18 RE       | Championnats de France de natation 1991 été | Millau, France    | 4 août 1991 |
| 200 m nage libre | 1 min 49 s 19 RF | Championnats de France de natation 1988 été | Dunkerque, France | 4 août 1988 |

## Récompenses et décorations
- Trophée Micheline Ostermeyer le 25 novembre 2009 (statuette d'après la Discobole du sculpteur Jacques Gestalder érigée à l'Insep près du stade Gilbert-Omnès)
- Chevalier de l'ordre national du Mérite
- Médaille de la jeunesse, des sports et de l'engagement associatif, or

## Vie privée
Il est né d'un père français et d'une mère écossaise.